# Region Obock
Region Obock (arab. دائرة أوبوك, fr. Region D'Obock) – jeden z 6 regionów w Dżibuti, znajdujący się w północnej części kraju.
Niektóre miasta regionu: Daddato